# Starfire (postać fikcyjna)
Starfire (jej alter ego Koriand’r) – fikcyjna postać (superbohaterka), znana z serii komiksów (głównie o przygodach drużyny Teen Titans) wydawanych przez DC Comics. Twórcami postaci są Marv Wolfman i George Pérez, Starfire zadebiutowała w magazynie DC Comics Presents vol. 1 #26 (październik 1980). Postać Koriand’r jest jedną z kilku postaci w publikacjach DC Comics, posługujących się pseudonimem Starfire. Wcześniej nazywano tak m.in. rosyjskiego superbohatera Red Star (Leonid Kovar), a także stworzoną przez pisarza Davida Michelinie’a i rysownika Mike’a Vosburga postać Starfire, będącej kombinacją Czerwonej Sonji i postaci Killravena z Marvel Comics.
Koriand’r jest pozaziemską księżniczką, pochodzącą z planety Tamaran. Na Ziemi została członkinią Teen Titans oraz innych grup superbohaterów DC. Postać wyróżnia się charakterystycznym wyglądem: złotawa karnacja skóry, świecące na zielono oczy, bardzo bujne i długie, rude, niemal czerwone włosy, oraz strój przypominający fioletowe bikini. Jej nowy, pełny seksapilu wygląd w serii Red Hood and the Outlaws stał się obiektem kontrowersji.
Znana jest również z seriali i filmów animowanych, oraz gier komputerowych. Pierwszy raz na srebrnym ekranie zadebiutowała w serialu animowanym Młodzi Tytani (Teen Titans). W Polsce za sprawą tegoż serialu znana jest powszechnie jako Gwiazdka.

## Opis postaci
Koriand’r urodziła się w królewskiej rodzinie na planecie Tamaran, jako druga z trojga rodzeństwa. Z powodu iż, u jej starszej siostry – Komand'r (lepiej znanej jako Blackfire), jako pierwszej ujawniły się moce latania, Koriand’r straciła prawo do sukcesji tronu. Kiedy obie rywalizujące ze sobą siostry zostały wysłane na szkolenie do legendarnych Warlords of Okaara, Komand'r uciekła, sprzymierzając się z rasą kosmitów z Citadel. Citadelianie wykorzystali wiedzę Komand'r do przypuszczenia ataku na planetę Tamaran. Król Myand’r chcąc rozejmu z najeźdźcami, został zmuszony do oddania im Koriand’r jako zakładniczkę.
Przez sześć lat była torturowana, aż do dnia, w którym ona i jej siostra wydostały się, by następnie wpaść w ręce Psionów. Była to rasa sadystycznych naukowców, która poddała obie dziewczyny okrutnym eksperymentom. Przeprowadzone przez Psionów eksperymenty miały zbadać, jak wiele energii są w stanie  pochłonąć tamarańskie organizmy zanim wybuchną z przeładowania. W końcu obu Tamariankom udało się uwolnić z niewoli Pionów, z czego Koriand’r udała się na Ziemię, gdzie jako Starfire wstąpiła w szeregi drużyny Teen Titans. Po pocałowaniu Robina (Dick Grayson), poznała język angielski i tym samym dała początek ich romansowi. Razem z nowymi przyjaciółmi z drużyny odbyła wiele misji, ale też przeżyła wiele bolesnych chwil z udziałem swojej rodziny.
Po śmierci swoich rodziców i ludu w wyniku zniszczenia jej ojczystej planety przez kosmicznego potwora o nazwie Sun-Eater, Starfire uznała Ziemię za swój nowy dom. Zamieszkała na wyspie Themyscira, należącej do spokrewnionego z Wonder Woman plemienia Amazonek, lecz w razie potrzeby była w stanie przenieść się do centrum operacyjnego Tytanów (Titan Tower), mieszczącego się w San Francisco.

## Moce i umiejętności
Jako kosmitka, Starfire posiada naturalną dla swojej rasy moc przyswajania energii promieniowania słonecznego. Cechuje ją nadludzka siła, kondycja, wytrzymałość, oraz zdolność latania. Jej głównym orężem jest energia, którą potrafi miotać i emitować ją z oczu w postaci wiązki. Jest znakomitą wojowniczką. Posiada także zdolność przyswajania obcych języków.

## W innych mediach

### Seriale i filmy animowane

#### Teen Titans
- W serialu animowanym Młodzi Tytani (Teen Titans), Starfire (w Polsce nazywana Gwiazdką), została przedstawiona w zupełnie inny sposób, aniżeli w mainstreamowych komiksach DC: jest bardzo naiwna i infantylna, jej oczy świecą na zielono tylko podczas korzystania z mocy, zaś jej kostium różni się znacznie od oryginału. Aczkolwiek jej geneza jest w dużym stopniu zbieżna jest z historią znaną z publikacji DC Comics. Podobnie jak w komiksach jest tamarańską księżniczką. Posiada ona takie same moce jak jej komiksowy odpowiednik (w tym nabywanie wiedzy poprzez pocałunek). W odcinku Go! piątego sezonu wyjaśniono okoliczności, w jakich to została sformowana drużyna Młodych Tytanów. Po swojej ucieczce z więzienia Citadelian przybywa na Ziemię, gdzie zostaje z początku uznana przez ziemskich młodych superbohaterów za zagrożenie. Po wyjaśnieniu reszcie swojego położenia, grupa stawia czoło wysłanym za nią strażnikom. Odtąd Gwiazdka stała się członkiem drużyny. Nie jest za dobrze obeznana z ziemską kulturą, co sprawia, że często wpada w tarapaty. Ma łagodne i wrażliwe usposobienie, jednak nie zawaha się użyć swoich mocy gdy ktoś zagrozi jej przyjaciołom. Rzadko wpada w gniew. Jeśli do tego dojdzie, przeklina używając nieznanych na Ziemi przymiotników i rzeczowników. Jest z wzajemnością zakochana w Robinie. Trwa w stałym konflikcie ze swoją złą siostrą Blackfire (w polskiej wersji nazywana Kometą), co zostało pokazane m.in. w odcinku Siostry (Sisters) pierwszego sezonu. Potrafi podróżować z prędkością większą niż prędkość światła, oraz przebywać w przestrzeni kosmicznej bez konieczności oddychania (aczkolwiek aby znaleźć się pod wodą musi wpierw zaczerpnąć powietrza). Często używa tamariańskich zwrotów językowych. Bardzo lubi kuchnię swojej ojczystej planety, chociaż nie gardzi ziemskimi potrawami (szczególnie lubi musztardę i watę cukrową). W wersji angielskiej głosu postaci Starfire użyczyła Hynden Walch, natomiast w polskiej wersji językowej Beata Wyrąbkiewicz.

#### Teen Titans Go!
- W serialu animowanym Młodzi Tytani: Akcja! (Teen Titans Go!), będącym komediowym spin-offem poprzedniego serialu, przedstawiono ją w jeszcze bardziej dziecinny sposób. W odcinku The Date umówiła się na randkę z Speedym (Royem Harperem – w komiksach DC, nastoletnim pomocnikiem Green Arrowa) co nie spodobało się Robinowi. Ponownie głosu użyczyła jej Hynden Walch.

#### DC Universe Animated Original Movies
- W filmie animowanym wydanym bezpośrednio na DVD zatytułowanym Superman/Batman: Wrogowie publiczni (Superman/Batman: Public Enemies), Starfire należy do grupy superbohaterów, lojalnych wobec prezydenta Lexa Luthora.

### Gry komputerowe
Starfire pojawiła się w następujących grach komputerowych:
- W Teen Titans z 2005 roku na platformy: PlayStation 2, GameCube, Xbox, Game Boy Advance
- W DC Universe Online z 2011 roku na platformy: PlayStation 3 i Microsoft Windows.
- W Lego Batman 3: Poza Gotham z 2014 roku na platformy: PlayStation 4, Xbox One, PlayStation 3, Xbox 360, WiiU, PlayStation Vita, Nintendo 3DS, iOS i Microsoft Windows